# Alcocer de Planes
Alcocer de Planes község Spanyolországban, Alicante tartományban. Lakosainak száma 259 fő (2024). Alcocer de Planes Benimarfull, Gaianes, Muro de Alcoy, Planes és Cocentaina községekkel határos.

## Népesség
A település lakosságának változását az alábbi diagram mutatja:
| Lakosok száma | 138  | 177  | 194  | 228  | 231  | 238  | 221  | 230  | 243  | 259  |
|               | 2001 | 2004 | 2006 | 2009 | 2011 | 2014 | 2016 | 2019 | 2021 | 2024 |